# Дослідження реклами
Рекламні дослідження — це систематичний процес маркетингових досліджень, що проводяться з метою підвищення ефективності реклами. Такі дослідження проводять для того, щоб дізнатися, як клієнти реагують на конкретну рекламу чи рекламну кампанію.

## Види
Існує два основних типи досліджень реклами: кастомізоване та синдиковане. 
Кастомізоване дослідження проводиться дослідницькою компанією для конкретного клієнта, щоб задовольнити його потреби; тільки цей клієнт має доступ до результатів дослідження.
Синдиковане дослідження — це одне дослідження, яке проводить дослідницька компанія, результати якого доступні для продажу кільком компаніям.  
Попереднє ринкове дослідження можна провести, щоб оптимізувати рекламу для будь-яких каналів: 
- радіо,
- телебачення,
- друкованих видань (журнал, газета чи пряма поштова розсилка),
- зовнішніх рекламних щитів (шосе, автобус чи потяг),
- інтернету, тощо.

Посттестування проводиться після того, як реклама, або окрема реклама, або ціла мультимедійна кампанія, була запущена на ринку. Основна увага приділяється тому, що реклама зробила для бренду, наприклад, підвищила впізнаваність бренду, випробування, частоту покупок.

### Попереднє тестування
Попереднє тестування у дослідженні реклами — це вид маркетингових досліджень, за якого ефективність реклами визначається до проведення кампанії. Висновки базуються на відповідях, відгуках та поведінці учасників претесту.  Для попереднього тестування реклами застосовують такі методи:
- Обговорення у фокус-групі
- Глибинне інтерв'ю
- Проєктивні методики
- Метод контрольного списку
- Метод журі споживачів
- Тест торгової зони
- Анкетний метод
- Тест на пригадування
- Тест на читаність
- Тест руху очей

### Пост-тестування
Трекінг забезпечує періодичне або безперервне дослідження ринку, що відстежує продуктивність бренду, включаючи впізнаваність бренду, переваги бренду, використання продукту та ставлення до нього. Деякі підходи пост-тестування відстежують зміни з часом, тоді як інші використовують різні методи для кількісної оцінки конкретних змін, викликаних рекламою — або кампанією в цілому, або різними використовуваними медіа.
Загалом, рекламодавці використовують пост-тестування для планування подальших рекламних кампаній та оптимізації поточних, тому найбільше цінуються підходи, які надають найбільш детальну інформацію про досягнення кампанії.

## Термінологія
- маркетинг
- реклама
- обізнаність
- дослідження